# أكيليل أرقش
إمروس أرقش أو كرونيلا مُرقشة أو أكيليل أرقش (الاسم العلمي Coronilla iberica)، نبات عشبي معمر من فصيلة البقولية. جذره عميق.
وهو أمرط، سوقُه صاعِدة، مُزَوَّات، مُتفرعة. أوراقه ريشية مُفردة، على إبطها زنادات تحمل خيمة من الأزهار البيضاء البنفسجية. ثمرتة قرن ضيق مُنتصب، هزيل.النبات سامّ بكامل أقسامه.

## المركبات
غلوكوزيد سامّ يَذوب في الماء: كورونيلين أو كاتارتين. موادّ عفصية، عناصر مرة، أملاح.